# The Pill Pounder
 The Pill Pounder est un film américain réalisé par Gregory La Cava et sorti en 1923.

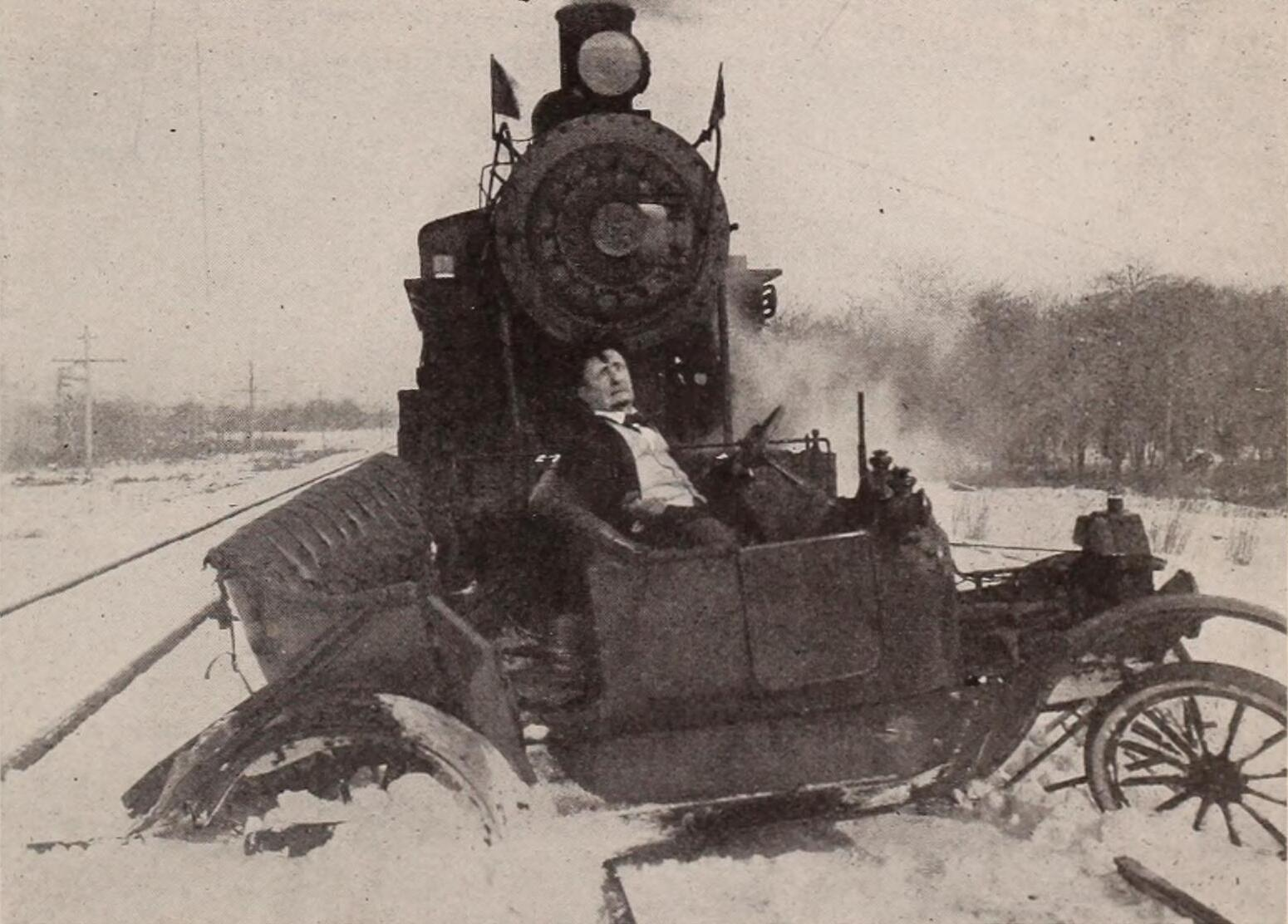
Une scène du film.

Il était considéré comme perdu, mais une copie en a été retrouvée au Nebraska en 2023,.

## Fiche technique
- Réalisation : Gregory La Cava
- Production : W.W. Hodkinson Corporation, All Star Comedies
- Producteur : C.C. Burr
- Photographie : Charles E. Gilson
- Durée : 20 minutes
- Date de sortie : 
  - États-Unis : 22 avril 1923

## Distribution

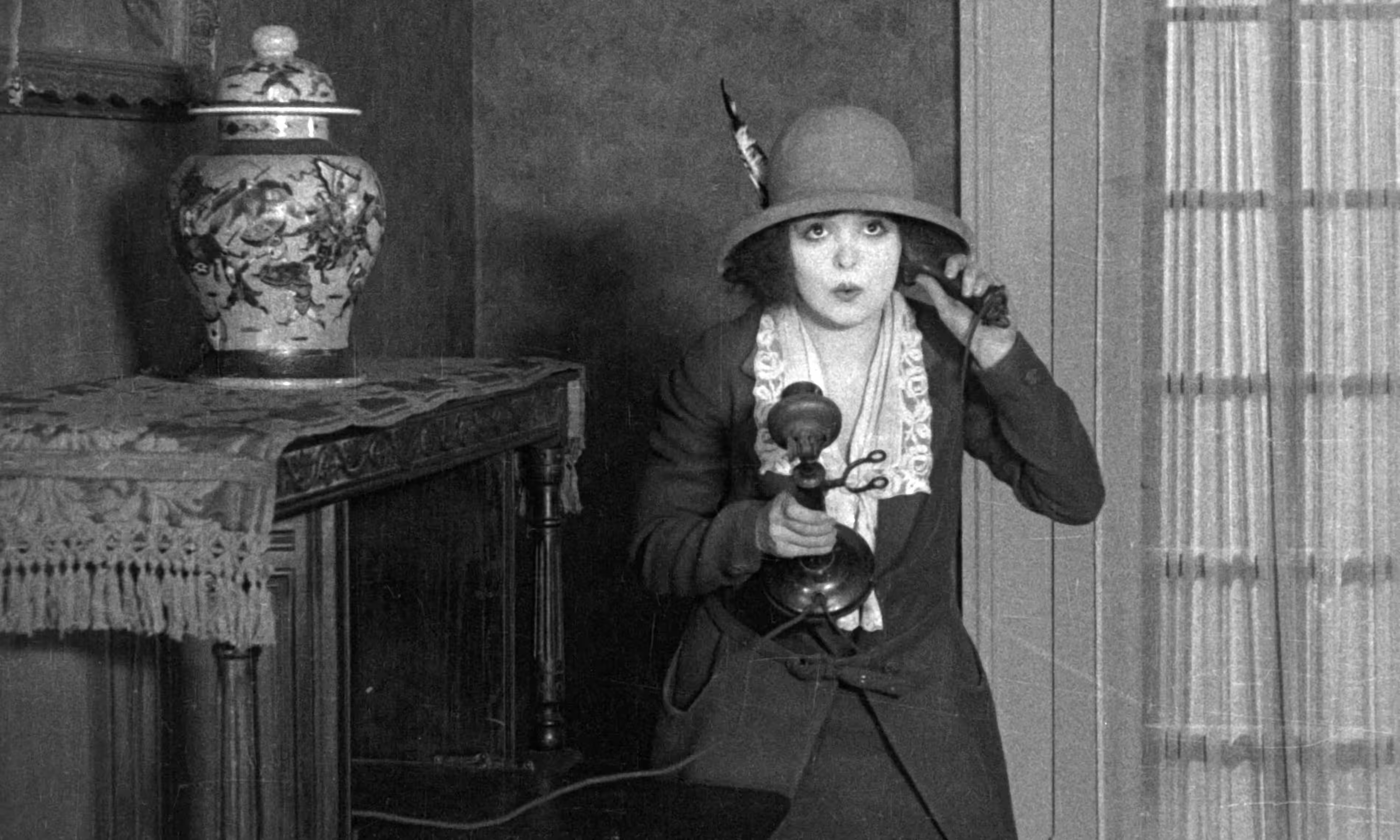
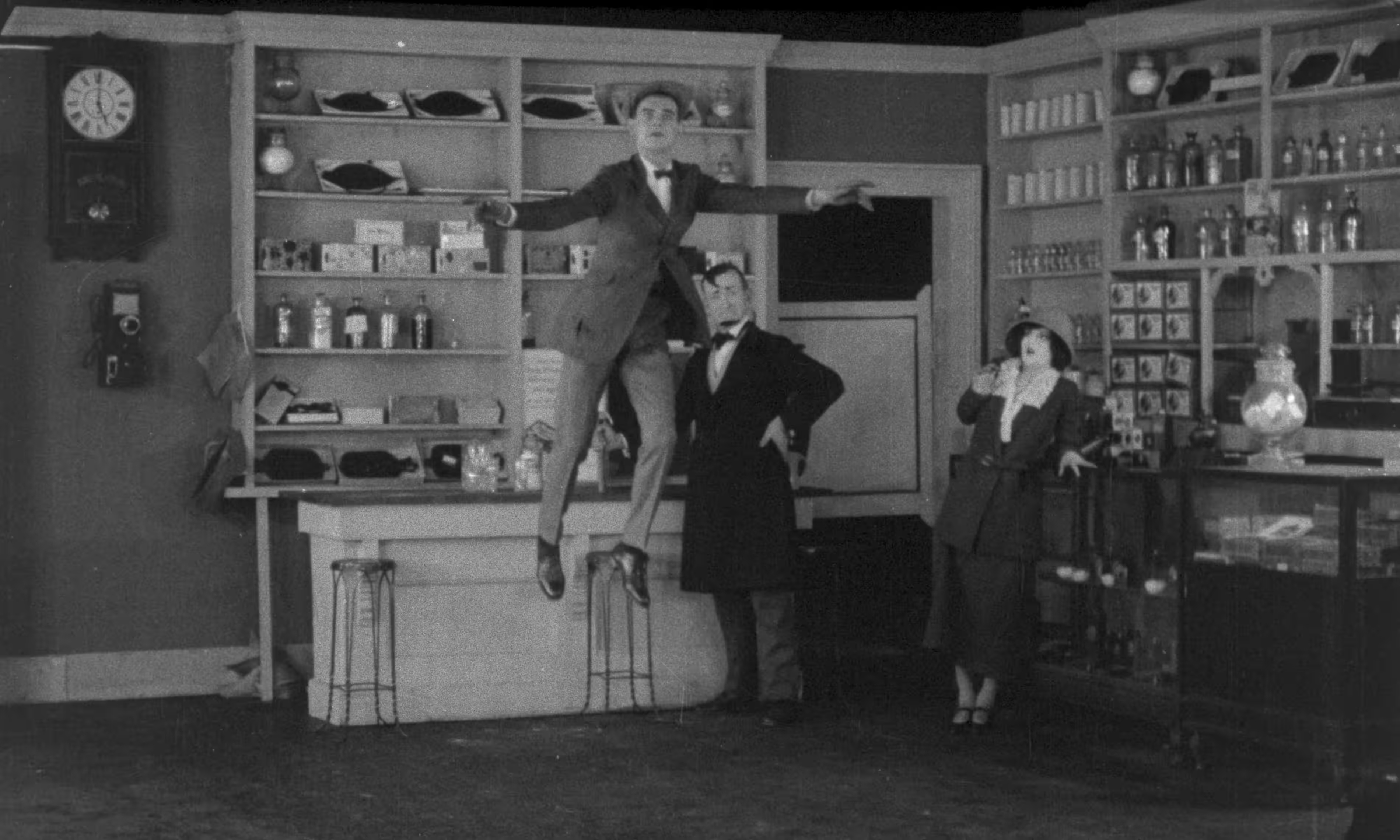
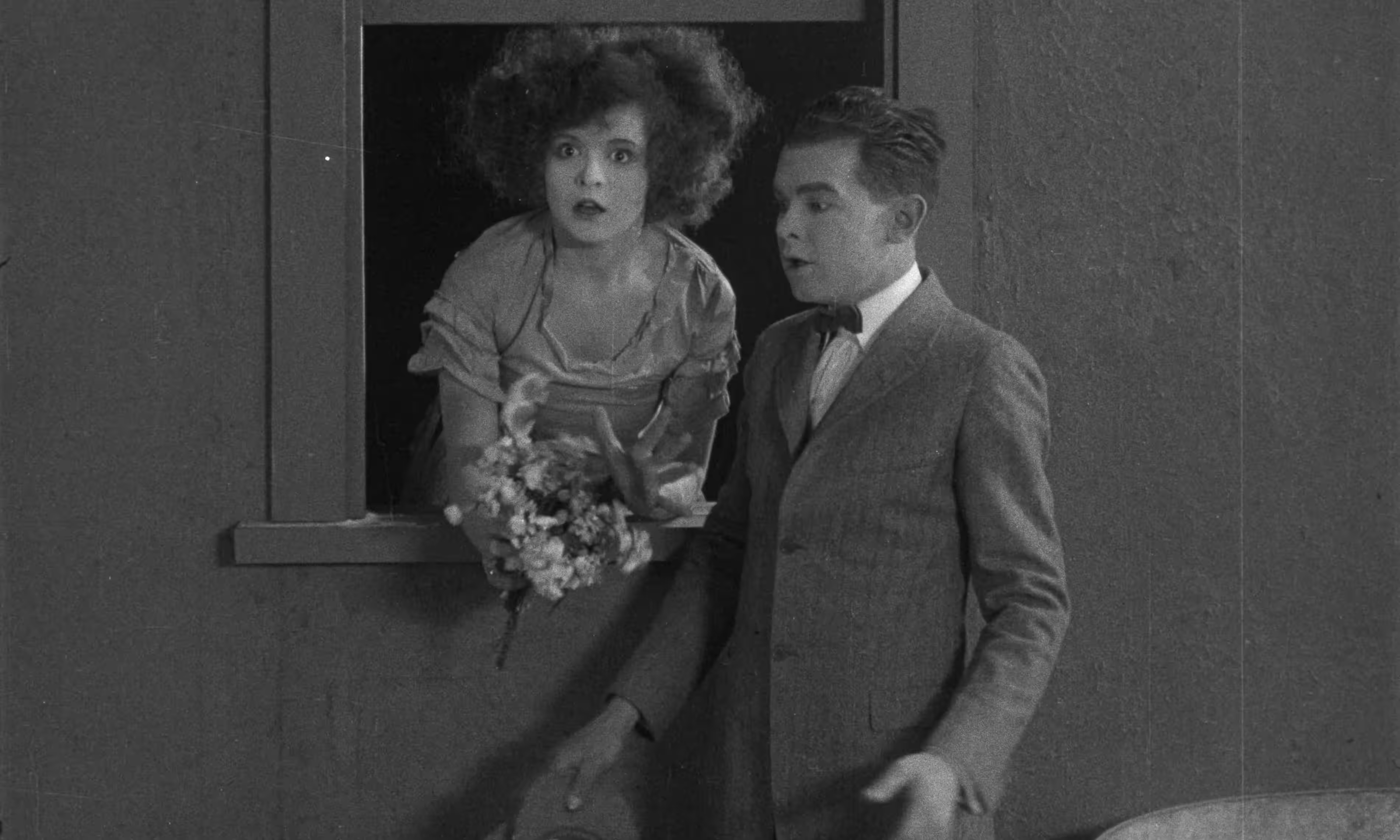

- Clara Bow
- Charles Murray
- James Turfler

## Redécouverte du film
Le film a été trouvé dans un lot acheté 20$ à la suite de la faillite d'un distributeur, lors d'une vente aux enchères en 2023. L'acheteur a remarqué qu'il y avait des films anciens dans le lot. Il s'est avéré qu'il y avait une copie 35 mm datant des années 1950 ou 1960, et en bon état. Il a été restauré et projeté en public au festival du film muet de San Franciso en avril 2024.